# Zalqaraağac
Zalqaraağac är en ort i Azerbajdzjan.   Den ligger i distriktet Sabirabad Rayonu, i den sydöstra delen av landet, 110 km sydväst om huvudstaden Baku. Antalet invånare är 889.
Terrängen runt Zalqaraağac är mycket platt. Runt Zalqaraağac är det ganska tätbefolkat, med 80 invånare per kvadratkilometer.. Närmaste större samhälle är Şirvan, 11,2 km öster om Zalqaraağac.
Trakten runt Zalqaraağac består till största delen av jordbruksmark.